# بات ميتشي
باتريشيا تيريز ميتشي ( لقب العائلة قبل الزواج أوهارا  ) هي أستاذة فخرية في علم النفس، ومديرة مشاركة لبرنامج الفصام في مركز البحوث ذات الأولوية في علم الأعصاب الانتقالي والصحة العقلية بجامعة نيوكاسل .

## الحياة المهنية
قدمت أبحاث ميتشي المهمة في سلبية عدم التطابق أول دليل على أن سلبية عدم التطابق تصلح كدلالة مبكرة محتملة لمرض انفصام الشخصية . وجد تعاونها في هذا المجال مع الدكتورة ريبيكا أتكينسون والبروفيسور أولريش شال (أيضًا من جامعة نيوكاسل) اثنين من الدلالات المحتملة، والتي يمكن أن تسمح بالتدخل المبكر، وربما تزيد من فرصة نجاح العلاجات طويلة الأمد. كانت الورقة البحثية الناتجة، والتي نُشرت في مجلة الطب النفسي البيولوجي في عام 2012 ، واحدة من أكثر الأوراق التي تم الاستشهاد بها في ذلك العام، كما أفاد معهد أبحاث الفصام.
منذ تقاعدها، في مايو 2009 ، ركزت على نماذج حيوانية لمرض انفصام الشخصية باستخدام سلبية عدم التطابق كنموذج داخلي . وقد نشرت أيضًا على نطاق واسع عن الاهتمام السمعي والبصري الاختياري وتثبيط إشارة التوقف وتبديل المهام و هي تعمل الآن بدوام كامل في مجال البحث دون أي مسؤوليات إدارية أو تعليمية. لديها باحثون متعاونون مع العديد من الزملاء في جامعة نيوكاسل، ومع باحثين أستراليين آخرين مقيمين في بيرث وسيدني وولونجونج وملبورن وبريسبان بالإضافة إلى باحثين دوليين في فنلندا واليابان.

## المؤهلات
- دكتوراه، جامعة ماكواري
- ليسانس الآداب (مع مرتبة الشرف) ، جامعة نيو إنجلاند - تخرج عام 1963 [7]

## المناصب الحالية
- أستاذة علم النفس الفخرية
- المديرة المشاركة لبرنامج الفصام في مركز البحوث ذات الأولوية في علم الأعصاب الانتقالي والصحة العقلية بجامعة نيوكاسل
- زميلة منتخبة لأكاديمية العلوم الاجتماعية في أستراليا [8]
- رئيسة اللجنة الوطنية للدماغ والعقل في الأكاديمية الأسترالية للعلوم [9]

## المناصب السابقة
قبل التقاعد، شغلت ميتشي مناصب:
- نائبة مدير الجامعة المكلف (للبحوث)
- نائبة رئيس الجامعة (البحث)
- أستاذة علم النفس بجامعة نيوكاسل.

كما شغلت ميتشي سابقًا مناصب أستاذية في جامعة غرب أستراليا وجامعة ماكواري.

## المنشورات
ميتشي لديها عدد كبير من المقالات الصحفية وأوراق المؤتمرات المنشورة، والتي يعود تاريخها إلى عام 1970. للحصول على قائمة كاملة، يرجى الرجوع إلى ملف التعريف الوظيفي الخاص بها في جامعة نيوكاسل.